# Герб штату Чіапасу
Герб вільної та суверенної держави Чіапас — геральдична емблема штату Чіапас, яка спочатку була подарована в 1535 році іспанським королем Карлом I «Дуже справжньому та дуже видатному місту Сан-Кристобаль-де-лос-Льянос-де-Чіапа», який пізніше став офіційним гербом на рівні штату. Відповідно до указу про збереження та поширення, він представляє штат Чіапас і є частиною історії, звичаїв і цінностей народу Чіапасу. Чіапас, а також Кампече, Гуанахуато, Веракрус, Дуранго, Табаско і Сакатекас, є тими штатами Мексики, які у своїх державних символах досі зберігають зображення іспанської корони.

## Опис
Герб штату Чіапас має такий вигляд.
У чрвоному щиті справа золота гора, увінчана відкритим золотим замком, на який спирається золотий лев; зліва на золотій скелі золота пальма з плодами, яку підтримує золотий лев; у центрі, між горами, лазурова річка, за нею, у далині, дві зелені гори; навколо щита золота облямівка; у клейноді відкрита королівська корона.

### Елементи щита та їх значення
- Поле червоних кольорів: мужність у боротьбі проти небезпек, з якими довелося зіткнутися мешканцям села Сан-Кристобаль-де-лос-Льянос під час завоювання та колонізації провінції Чіапас.
- Золотий замок: велич і сила в обороні, багатство, світло і мудрість. Разом з левами він символізує кастильську корону, яка надала герб.
- Золоті леви: поєднання шляхетності, багатства, постійності, великодушності та чистоти почуттів, а опора на замок символізує мужність і героїзм (праворуч); Меморіал посвяти славного сеньйора Святого Христофора, покровителя стародавньої Вілья-Реаль-де-Чіапа (ліворуч); символ ідентичності нового міста, що народилося від злиття двох культур, корінних жителів та іспанців (в цілому).
- Пальма: символ перемоги і найбагатшої землі.
- Гори та річка: каньйон Сумідеро та назва штату Чіапас на мові науатль: Тепетчіапан, що означає «вода під пагорбом» (від науатль tepetl — пагорб; chi — нижче; atl — вода; pan — річка, місце), а також легенда про завоювання Чіапанекаса.
- Пагорби на горизонті Сінополя: твердість і справедливість.
- Золота облямівка: захист і нагорода.[1]
- Королівська корона: символізує суверенітет народу Чіапас, порівняно з короною маркіза, яка символізує їхню приналежність до іспанської корони.

## Історія

Проєкт державного прапора 1999 року.

Сучасний зразок державного прапора.

Герб штату Чіапас був спочатку наданий королем Іспанії Карлом I і Німецьким V королівським указом від 1 березня 1535 року на прохання довіреного прокурора Хуана Мендеса де Сотомайора новоствореному іспанському селищу Сан-Кристобаль-де-лос-Льянос-де-Чіапа (сьогодні Сан-Кристобаль-де-Лас-Касас) за заслуги і небезпеки, яких зазнали його іспаномовні поселенці під час завоювання та колонізації провінції Чіапас.
 [...] має за герб відомий щит з двома горбами, посередині яких протікає річка, а над одним із зазначених горбів на праворуч золотий замок і дотричний до нього здиблений лев, а над другою горою ліворуч зелена пальма з її плодами і ще один здиблений  лев, також дотичний до неї на пам'ять про прикликання славного пана святого Хповала, і все це на полі, як вони тут зображені і намальовані, герб якого ми даруємо місту для його герба [...]].

Герб для міста Сан-Кристобаль. Дано в місті Мадриді в перший день місяця березня в рік народження Спасителя нашого Ісуса Христа тисяча п'ятсот тридцять п'ятого року.
Оригінальний малюнок герба, наданий іспанським королем Карлом I, було втрачено; сучасні є модифікованими версіями оригіналу. Перший варіант герба з'явився у 1619 році в «Historia General de las Indias Occidentales y Particular de la Gobernación de Chiapa y Guatemala» брата Антоніо де Ремесаля. Фігура лева дещо змінилася на більш пасивного. Він залишався незмінним з 1619 до 1825 року.
Наприкінці XVII століття герб Сьюдад-Реаля з'явився на королівському прапорі, який ніс прапорщик військової експедиції, що вирушила на боротьбу з лакандонами (1694); він також з'явився на прапорах мешканців Сьюдад-Реаля під час втихомирення повстання Цельталь (1712). З 1535 року він з'являється в книгах міської ради, на хоругвах, прапорах і печатках.
Після проголошення незалежності (1821), а згодом приєднання Чіапасу до Мексики (1824), королівський указ, яким геральдичний герб було надано старому Сан-Кристобаль-де-лос-Льяносу, було скасовано указом 1826 року, оприлюдненим генералом Гваделупе Вікторією. Пізніше, у 1892 році, коли повноваження Сан-Кристобаль-де-Лас-Касаса були передані місту Тустла-Гутьєррес, герб був прийнятий за звичаєм як герб штату, з невеликими змінами: до вежі додали частину замку; гори зобразили у вигляді двох зрізаних пагорбів; левів зробили більш реалістичними; модернізували малюнок корони маркіза; прибрали межу лазурі (блакитного) і золота (жовтого), що є відмітною ознакою знатності.
У 1999 році герб штату Чіапас був розміщений на ефемерному прапорі штату Чіапас, який використовувався на офіційних заходах.

### Варіації

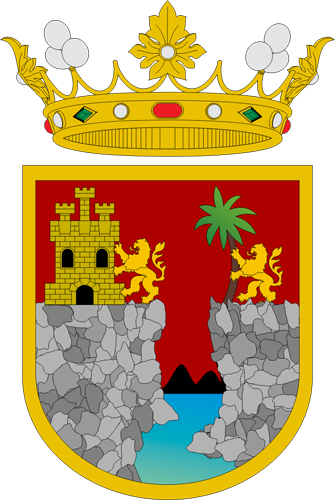
Варіант герба Чіапаса

У колекції гербів, сформованій у 1991 році, вперше було зібрано 26 малюнків того, що спочатку було гербом стародавньої Вілли-де-Сан-Кристобаль-де-лос-Льянос-де-Чіапа. Ця колекція, результат 3-річних досліджень, була сформована в серйозній спробі врятувати і зберегти для майбутніх поколінь ті варіанти, які мав регіональний символ. Він складається з фоторепродукцій ілюстрацій з книг, брошур, журналів, газет, плакатів, запрошень, наклейок тощо з 1535 по 1991 рік. 
У 1983 році група юристів з Чіапаса надіслала до Законодавчих зборів Конгресу штату законопроект про зміну герба Чіапаса, але оскільки пропозиція йшла врозріз з традицією, Конгрес промовчав, і проект навіть не обговорювався. Відтоді і до сьогодні народ Чіапаса чекає від Конгресу штату законодавчого врегулювання характеристик і використання регіональної емблеми Чіапаса — його герба, що має велику історичну та культурну традицію.
2 серпня 2000 року в Офіційній газеті уряду штату було опубліковано «Указ про збереження та поширення герба Чіапасу», який визначає характеристики та використання регіональної емблеми Чіапас: його щит, великий історичний традиції і культур.

### Чіапа іспанців та чіапа індіанців
Для мешканців Сан-Кристобаля старовинний герб, відмітний знак шляхетності, означав найважливіше визнання короля Іспанії Карла І за те, що він домігся заспокоєння та колонізації чіапанекас; для чіапакорсенос — пам'ятний символ епосу чіапанеків у величному каньйоні Сумідеро, які в акті хоробрості вважали за краще кинутися з Тепетчії у могутні води Гріхальви, ніж бути поневоленими іспанськими вискочками; а для більшості чіапанеків — злиття двох культур: чіапанекської та іспанської.